# Scirpus orientalis
Scirpus orientalis är en halvgräsart som beskrevs av Jisaburo Ohwi. Scirpus orientalis ingår i släktet skogssävssläktet, och familjen halvgräs. Inga underarter finns listade i Catalogue of Life.